# Rivolta di Edemone
La rivolta di Edemone ebbe luogo nella Mauretania Tingitana (attuale Marocco), tra il 40 e il 44, e vide contrapporsi le tribù berbere dei Mauri, comandate dal condottiero e liberto del re Tolomeo di Mauretania, Edemone, e l'esercito romano, guidato dai consoli Gaio Svetonio Paolino e Gneo Osidio Geta, scoppiata in seguito all'assassinio di Tolomeo, per ordine del cugino Caligola, durante una visita a Roma.
Alla fine della rivolta la Mauretania Tingitana divenne definitivamente una provincia romana.

## Forze in campo

### Berberi
Secondo D. Fishwick, durante il conflitto Edemone poté contare solo sulla parte dell'esercito di Tolomeo rimasto fedele e non sui sudditi del re, perché sarebbe stato impopolare.

### Romani
Le truppe romane impiegate nello scontro furono comandate da Gaio Svetonio Paolino e da Gneo Osidio Geta e questi ultimi poterono contare anche sull'aiuto del principe e fedele alleato di Roma, Lusio Quieto.

## La rivolta
La rivolta scoppiò nel 40, in seguito all'assassinio di Tolomeo di Mauretania, per ordine di Caligola, durante un soggiorno a Roma, e anche a causa del malcontento popolare delle tribù berbere nei confronti dei romani, insoddisfatti dell'interferenza aperta di Roma, che significava per loro la fine dell'indipendenza della Mauretania.
Il fedele liberto di Tolomeo, Edemone, per vendicare il padrone e spinto dal malcontento generale del suo popolo, guidò personalmente la rivolta contro Roma e i popoli berberi da essa romanizzati, come, ad esempio, a Volubilis, dove si era stabilita anche un'auxilia, comandata da Marco Valerio Severo, oltre alle truppe alleate, comandate dal principe Lusio Quieto.
Durante il conflitto perirono lo stesso Edemone, un gran numero di soldati romani e famiglie berbere romanizzate di Volubilis.
La rivolta cessò nel 44, dopo una decisiva battaglia durante la quale i romani inflissero grandi perdite ai ribelli berberi, e, in seguito, offrirono a questi ultimi un trattato di pace.

### Fonti antiche
- Plinio il Vecchio, Naturalis Historia V, I, 11.

### Fonti moderne
- (DE) Jan Burian, Franz Altheim e Ruth Stiehl, Die einheimische Bevölkerung Nordafrikas von den punischen Kriegen bis zum Ausgang des Prinzipats, in Die Araber in der alten Welt, Berlino, 1964,  pp. 465-467.
- (FR) Maurice Euzennat, Le temple C de Volubilis et les origines de la cité, B.A.M., 1957,  pp. 41-64.
- (EN) Duncan Fishwick, The Annexation of Mauretania and The Revolt of Aedemon, in Historia, 1971.
- (FR) Jacques Gascou, M. Licinius Crassus Frugi, légat de Claude en Maurétanie, Roma, Collection de l’Ecole Française de Rome, 1974.
- (FR) Antiquités Africaines, 1978.
- (ES) Miquel Tarradell, Nuevos datos sobre la guerra de los Romanos contra Aedemon, Tétouan, Congreso Arqueológico del Marruecos Español, 1954.